# Warren Kealoha
Warren Kealoha, född 3 mars 1903 i Honolulu, död 8 september 1972 i Honolulu, var en amerikansk simmare.
Kealoha blev olympisk mästare på 100 meter ryggsim vid sommarspelen 1920 i Antwerpen.